# Чёрный Лес (Залозецкая поселковая община)
Чёрный Лес (укр. Чорний Ліс) — село в Залозецкой поселковой общине Тернопольского района Тернопольской области Украины.
Код КОАТУУ — 6122687602. Население по переписи 2001 года составляло 351 человек.
До 2020 года входило в Зборовский район.

## Географическое положение
Село Чёрный Лес находится у истоков реки Серет Левый,
ниже по течению на расстоянии в 1,5 км расположено село Панасовка.

## История
- 1864 год — дата основания.

## Объекты социальной сферы
- Школа I ст.
- Клуб.
- Фельдшерско-акушерский пункт.